# Shūrānī
Shūrānī (persiska: شورانی) är en ort i Iran.   Den ligger i provinsen Kerman, i den sydöstra delen av landet, 1 000 km sydost om huvudstaden Teheran. Shūrānī ligger 836 meter över havet och antalet invånare är 167.
Terrängen runt Shūrānī är platt åt sydost, men åt nordväst är den kuperad.Runt Shūrānī är det ganska glesbefolkat, med 40 invånare per kvadratkilometer. Närmaste större samhälle är Fāryāb, 14,1 km öster om Shūrānī. Trakten runt Shūrānī är ofruktbar med lite eller ingen växtlighet.